# Operophtera crispifascia
Operophtera crispifascia är en fjärilsart som beskrevs av Inoue 1982. Operophtera crispifascia ingår i släktet Operophtera och familjen mätare. Inga underarter finns listade i Catalogue of Life.